# Paphiopedilum sukhakulii
Paphiopedilum sukhakulii är en orkidéart som beskrevs av Schoser och Karlheinz Senghas. Paphiopedilum sukhakulii ingår i släktet Paphiopedilum och familjen orkidéer. Inga underarter finns listade i Catalogue of Life.

## Bildgalleri

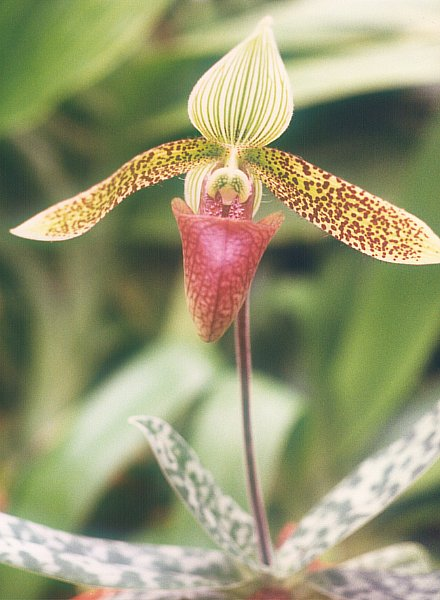
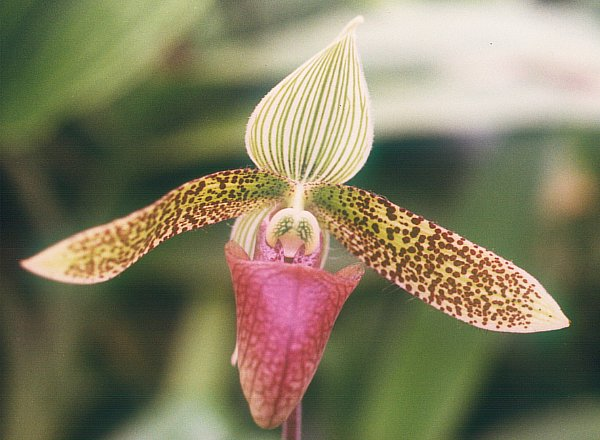
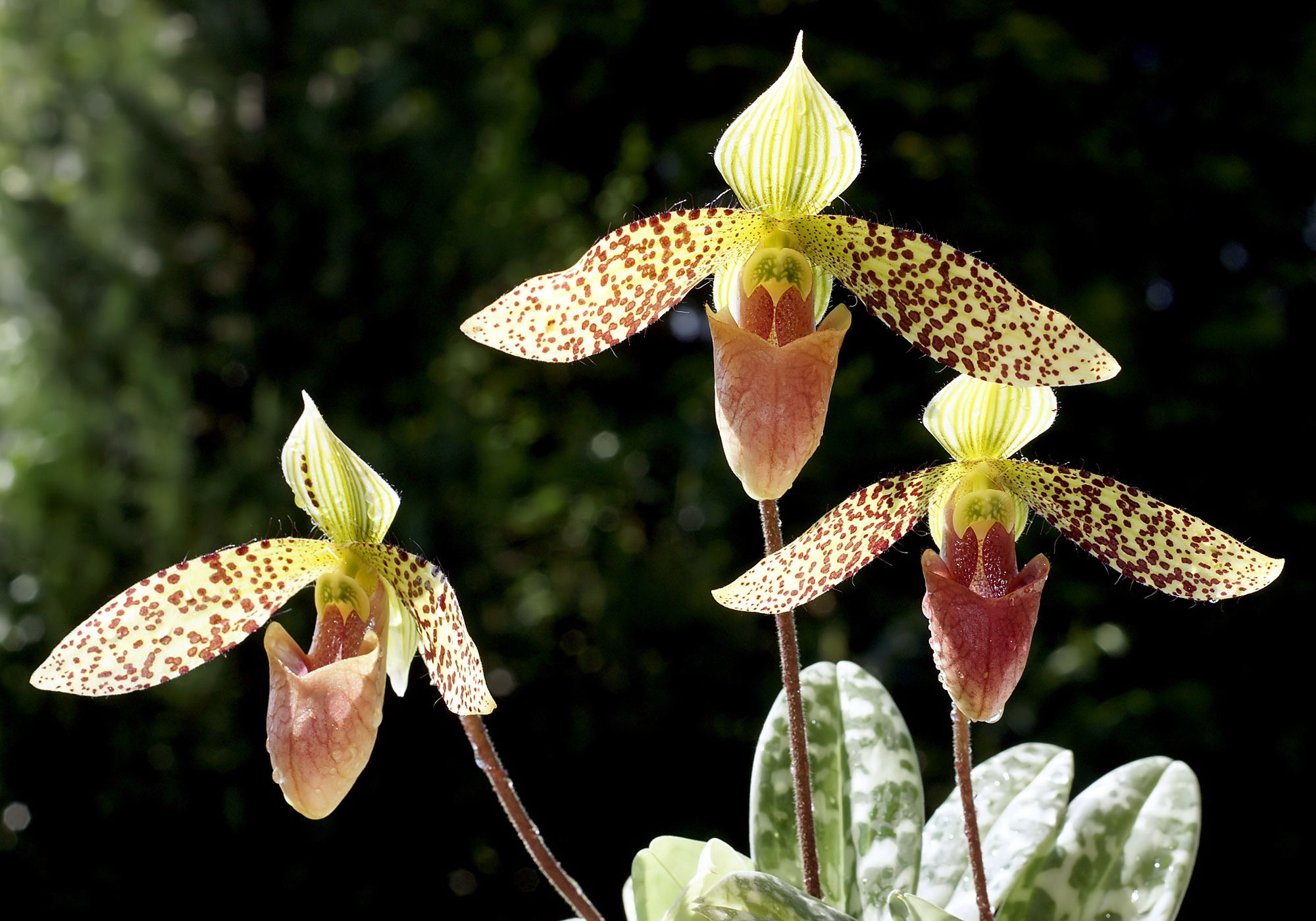
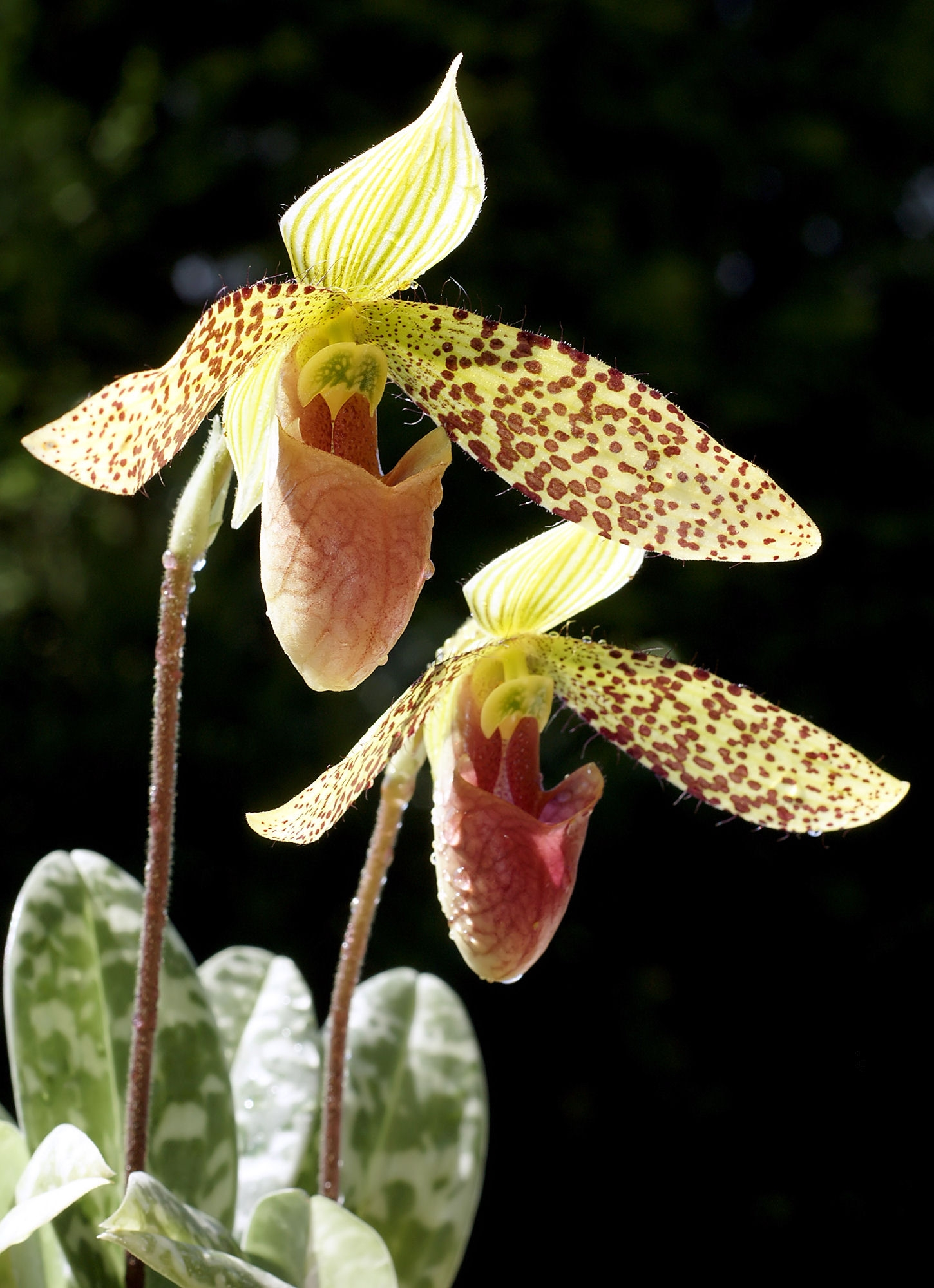
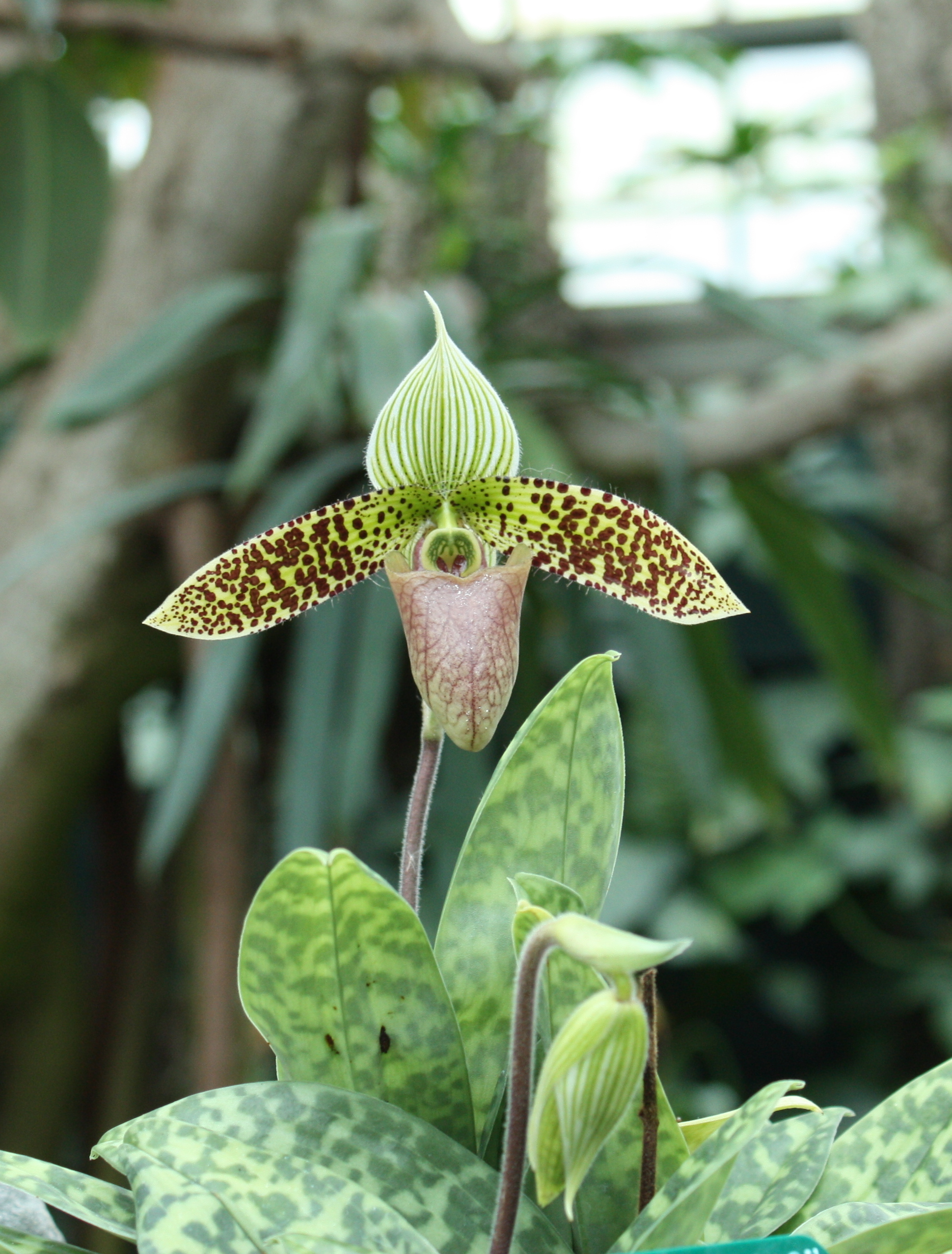
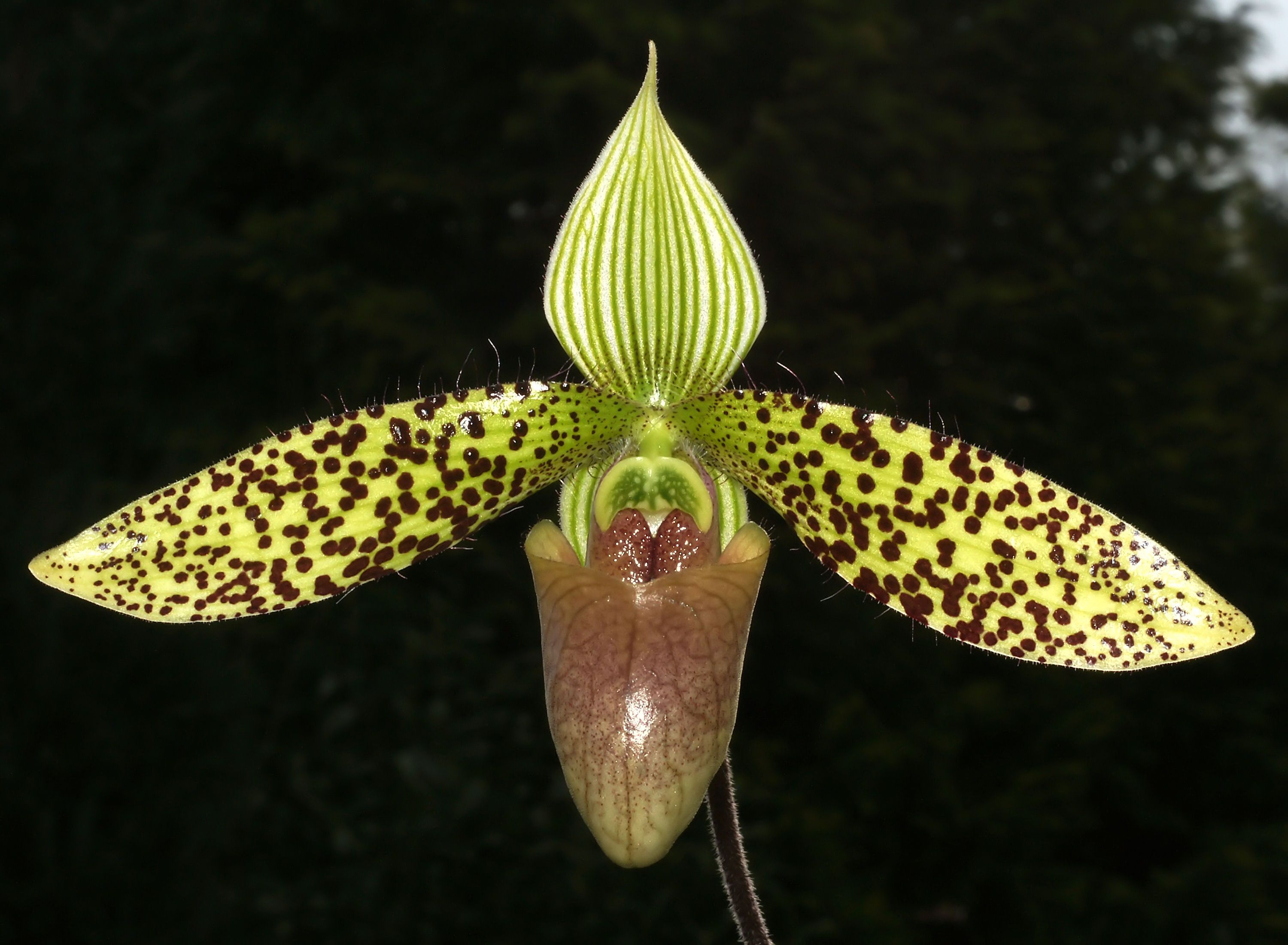